# Santiago Sobrequés i Vidal
Santiago Sobrequés i Vidal   (Girona, 12 de setembre de 1911 - Barcelona, 30 d'agost de 1973) fou un historiador català especialista en la història medieval catalana, sobretot en història social i els fets que van provocar la Guerra Civil Catalana del segle XV.
Fill del músic i promotor cultural Tomàs Sobrequés i Masbernat, es llicencià en història i dret per la Universitat de Barcelona i es doctorà a Madrid el 1950 amb una tesi sobre el cardenal Joan Margarit i Pau dirigida pel seu amic i professor Jaume Vicens Vives. Va ser professor d'història a l'IES Ramon Muntaner. Catedràtic d'institut a Girona i més tard professor de la UAB des de 1969. Ell fou un dels fundadors de l'Institut d'Estudis Gironins i també fou membre de l'Acadèmia de la Història i de l'Acadèmia de les Bones Lletres. Va col·laborar en nombroses publicacions on anava apareixent la seva tasca investigadora i divulgativa.
Fou pare del també historiador Jaume Sobrequés i Callicó.

## Trivialitats
Dona nom a un institut d'educació secundària i batxillerat de Girona, l'IES Santiago Sobrequés i Vidal.
Também dona nom a l'Escola de Bescanó, que acull a alumnes de les etapes infantil i primària.
Va ser president del Grup Excursionista i Esportiu Gironí des del 1960 fins al 1966.

## Obres
- Hispania (1946)
- Alfons el Franc (1954)
- Jofre VIII de Rocabertí, señor de Peralada, y el ocaso de la Edad Media en el Alto Ampurdán (1955)
- Els barons de Catalunya (1957)
- Els grans comtes de Barcelona (1961)
- El setge de la Força de Girona el 1462 (1962)
- Guerra civil a l'Empordà (1963)
- Els barons de Catalunya i el Compromís de Casp (1966)
- La Guerra Civil catalana del segle XV (1973), juntament amb el seu fill Jaume Sobrequés i Callicó
- Joan Margarit i Pau. La tràgica fi de l'edat mitjana a Catalunya (2006)

## Exposicions
El 2012 el MUHBA li va dedicar una exposició retrospectiva, amb el títol Santiago Sobrequés i Vidal, el compromís d'un historiador (1911-1973)